# Crazybunch
Crazybunch (Eigenschreibweise CrazyBunch) ist ein deutscher Entwickler von Computerspielen. Bekanntheit erlangte er u. a. durch die Spiele Leisure Suit Larry: Wet Dreams Don’t Dry und Leisure Suit Larry: Wet Dreams Dry Twice.

## Geschichte
Crazybunch wurde 2014 in Hamburg als unabhängiges Unternehmen gegründet. Geschäftsführer der UG sind Malte Schmidt, Heiner Schmidt und Kevin Niederelz. Als erste Veröffentlichung erschien für die mobilen Betriebssysteme Android und iOS noch im Gründungsjahr das Spiel Split’s Amazing Journey. Nach Anna’s Quest für den Publisher Daedalic Entertainment folgte mit Break A Brick, einer Kombination aus Puzzle und Shooter, 2015 das erste eigenes Mobile Game.
Ende November 2017 bestand das Team eigenen Angaben zufolge aus acht Leuten. Bei der Entwicklung des früher in diesem Jahr veröffentlichten Dungeon Crawlers KryptCrawler waren es noch vier – ein Game Designer, zwei Programmierer und ein 3D-Artist. Für die ersten sieben Spiele bis Mitte 2018 setzte das Unternehmen ausschließlich auf den digitalen Vertrieb, das im November des Jahres veröffentlichte Das Erotik-Adventure-Videospiel Wet Dreams Don’t Dry aus der populären Leisure-Suit-Larry-Reihe war das erste Spiel, dass auch eine physische Box hatte.
Im Sommer 2019 wurde bekannt, dass das Studio für die Entwicklung des Spiels Faith Odyssey mit 150.000 Euro aus dem EU-Förderprogramm „Creative Europe Media“ unterstützt wird. Ziemlich genau zwei Jahre nach dem Erscheinen des ersten Teils Wet Dreams Don’t Dry wurde der Nachfolger Wet Dreams Dry Twice Ende Oktober 2020 veröffentlicht. Gemäß eigenen Angaben wurde in den Jahren 2021 bis 2023 kein weiteres Spiel veröffentlicht.

## Spiele
| Name                                     | Veröffentlicht | Publisher              | Genre                     | System                                       |
| ---------------------------------------- | -------------- | ---------------------- | ------------------------- | -------------------------------------------- |
| Split’s Amazing Journey                  | 2014           | IF Games / Boutiq      |                           | Android, iOS                                 |
| Anna’s Quest                             | 2015           | Daedalic Entertainment |                           | PC, Mac, Linux                               |
| Break A Brick                            | 2015           | Selbstverlag           |                           | Android, Gear VR                             |
| A New Beginning                          | 2015           | Daedalic Enternaiment  |                           | iOS                                          |
| Relaxing VR Games: Mahjong               | 2016           | Daedalic Entertainment | Virtual Reality           | Oculus Rift, Gear VR, PC                     |
| KryptCrawler                             | 2017           | Headup Games           | Dungeon Crawler           | Oculus Rift, Gear VR, PC                     |
| Die Säulen der Erde                      | 2018           | Daedalic Entertainment |                           | iOS                                          |
| Leisure Suit Larry: Wet Dreams Don’t Dry | 2018           | Assemble Entertainment | Point-and-Click-Adventure | PC, Mac, Playstation 4                       |
| Wet Dreams Don’t Dry – Happy Ending DLC  | 2019           | Assemble Entertainment | Point-and-Click-Adventure | PC, Mac, Android, iOS, Switch, Playstation 4 |
| Ghost Patrol VR                          | 2020           | Vertigo Games          | Virtual Reality           | PC                                           |
| Leisure Suit Larry: Wet Dreams Dry Twice | 2020           | Assemble Entertainment | Point-and-Click-Adventure | PC, Mac                                      |

## Auszeichnungen und Nominierungen
- Deutscher Entwicklerpreis 2016: Nominierung für Relaxing VR Games: Mahjong (Kategorie Beste VR/AR Experience 2016)[6]
- Deutscher Entwicklerpreis 2019: Nominierung für Leisure Suit Larry: Wet Dreams Don’t Dry (Kategorie Bestes Mobile Game)[7]